# Франсиско Фріоне
Франсиско Фріоне (італ. Francesco Frione, 21 липня 1912, Монтевідео — 17 лютого 1935, Мілан) — уругвайський і італійський футболіст, що грав на позиції правого нападника.
Виступав, зокрема, за клуб «Інтернаціонале», а також збірну Уругваю.

## Клубна кар'єра
У дорослому футболі дебютував 1931 року виступами за команду клубу «Монтевідео Вондерерз», де виступав разом з братом Рікардо Фріоне. В 1931 році команда з братами Фріоне у складі стала переможцем Чемпіонату Уругваю.
1932 року обидва брати перейшли до клубу «Амброзіана-Інтер». Франсиско одразу зумів закріпитися в основі команди на позиції правого крайнього нападника, на відміну від брата Рікардо, що зіграв у складі «Амброзіани» лише одну гру. За три неповних сезони у складі італійської команди Франсиско зіграв 62 матчі і забив 13 голів. Серед них 54 матчі і 12 голів у Серії А і 8 матчів і 1 гол у кубку Мітропи. В чемпіонаті Італії «Амброзіана-Інтер» щоразу ставала другою після «Ювентуса». В кубку Мітропи клуб дістався фіналу в 1933 році, де поступився віденській «Аустрії» (2:1, 1:3). Свій єдиний гол у континентальному кубку Фріоне забив того ж року у чвертьфіналі в ворота іншої австрійської команди — «Вієнни» (4:0).
17 лютого 1935 року на 23-му році життя Франсиско Фріоне помер від пневмонії у місті Мілан. Віце-президент «Інтера» у 1963—2001 роках Джузеппе Пріско включив гравця до своєї символічної збірної клуба всіх часів.

## Виступи за збірні
Зіграв кілька матчів у складі національної збірної Уругваю.
Також захищав кольори збірної Італії-B. У складі цієї команди провів 4 матчі, забив 1 гол.

## Титули і досягнення
- Чемпіон Уругваю (1):

«Монтевідео Вондерерз»: 1931
- Срібний призер Серії А (3):

«Амброзіана-Інтер»: 1933, 1934, 1935
- Фіналіст Кубка Мітропи (1):

«Амброзіана-Інтер»: 1933